# 울릉경찰서
울릉경찰서(鬱陵警察署, Ulleung Police Station)는 경상북도경찰청이 관할하는 경찰서 중 하나이다. 경상북도 울릉군 일대를 관할한다. 경상북도 울릉군 울릉읍 도동2길 62(도동1리 206-2번지)에 위치하고 있다.
서장은 총경으로 보한다.

## 기본 정보
- 주소: 경상북도 울릉군 울릉읍 도동2길 62(도동1리 206-2번지)
- 우편번호: 799-801

## 관할 파출소
울릉경찰서는 4개의 파출소를 산하에 두고 있다.
| 명칭       | 사진 | 주소                | 관할구역    | 치안센터 |
| ---------- | ---- | ------------------- | ----------- | -------- |
| 도동파출소 |      | 울릉읍 도동4길 4    | 울릉읍 일부 |          |
| 저동파출소 |      | 울릉읍 봉래2길 30-2 | 울릉읍 일부 |          |
| 서면파출소 |      | 서면 남양4길 37     | 서면        |          |
| 북면파출소 |      | 북면 천부1길 20     | 북면        |          |

## 같이 보기
- 독도경비대